# 大同路 (高雄市)

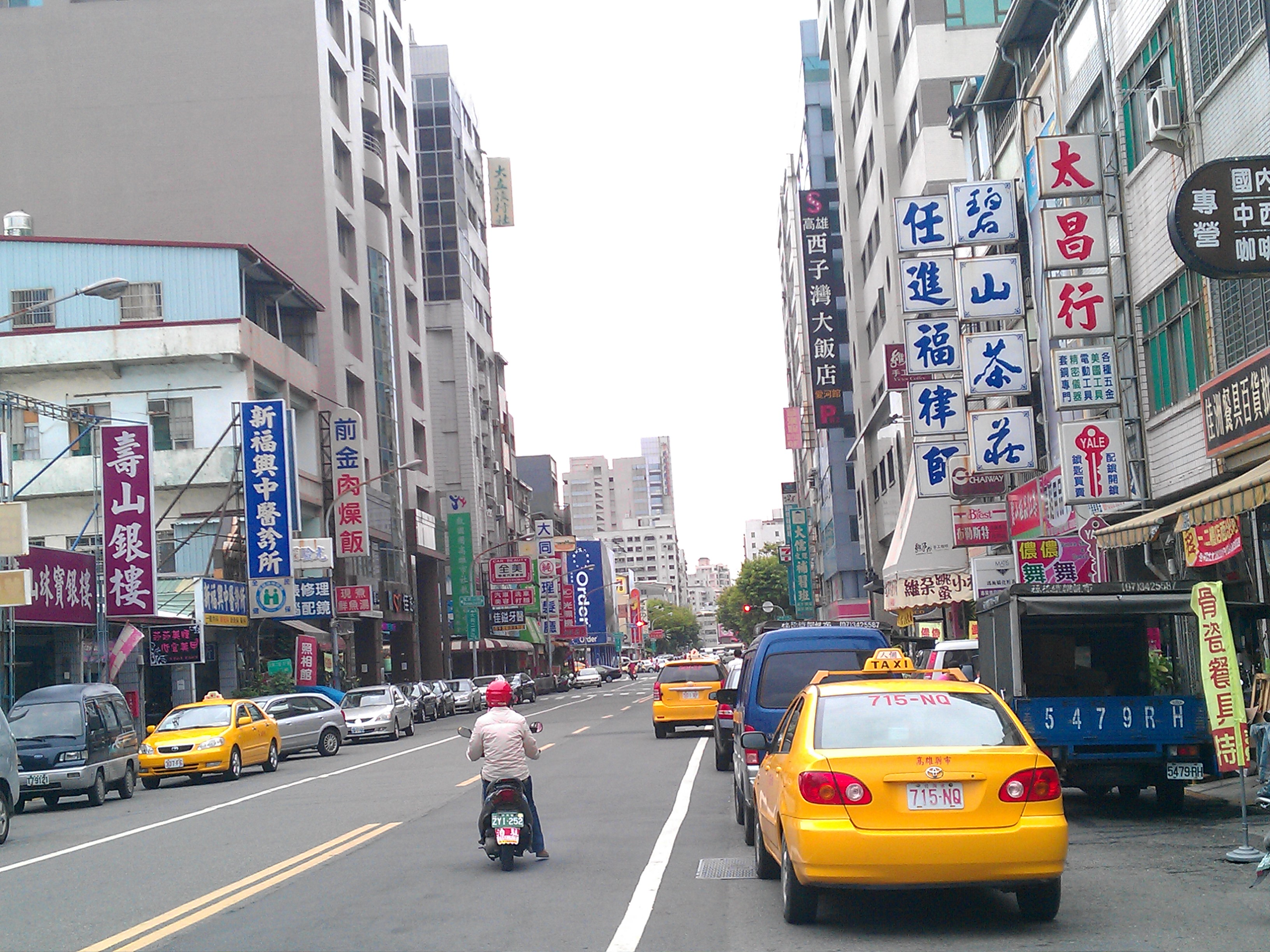
大同路與自強路交叉路口

大同路（Datong Rd.）為高雄市新興區與前金區的東西向重要道路，本道路共分成二個部份。起端為復興一路，末端為河東路。

## 行經行政區域
（由東至西）
- 新興區
- 前金區

## 分段
大同路共分成二個部份：
- 大同一路：東起於復興一路口，西於中華三路口接大同二路。
- 大同二路：東於中華三路口接大同一路，西止於河東路口。

## 沿線設施
（由東至西）
- 大同一路
  - 新興市場
  - 高雄市大同社區照顧中心(141號)
  - 高雄市生命線協會(181號9樓)
  - 高雄市新興區大同國小(231號)
  - 高雄市立大同醫院(門牌設於中華三路68號)

- 大同二路
  - 高雄市前金區前金國小(61號)（页面存档备份，存于）
  - 高雄市立前金幼兒園(76號)
  - 大同社會住宅(54-18號)
  - 高雄地方法院(門牌設於河東路188號)

### 鄰近商圈
- 南華商圈

## 公共自行車
- 高雄市公共自行車租賃系統：
  - 高雄市立大同醫院：中華三路68號北側
  - 大同國小(大同路)：大同一路229巷口西南側

## 內部連結
- 高雄市主要道路列表